# RWD-12
RWD-12 – projekt polskiego samolotu towarzyszącego. Samolot został zaprojektowany na zamówienie lotnictwa wojskowego w 1933 r.
W samolocie przewidziano zastosowanie silnika Wright Whirlwind o mocy 220 KM. Wstępne obliczenia wykazały jednak, iż maszyna ta będzie stanowić zbyt mały postęp w stosunku do Lublina R-XIII i dość szybko prac nad tą konstrukcją zaniechano. Rozwinięciem tej koncepcji był samolot RWD-14 Czapla.